# غونزالو غونزاليس (لاعب كرة قدم)
غونزالو غونزاليس (بالإسبانية: Gonzalo Ezequiel González)‏ (6 مارس 1995 بكويلمس في الأرجنتين - ) هو لاعب كرة قدم أرجنتيني في مركز الهجوم. لعب مع أرسنال ساراندي وClub El Porvenir ‏ وClub Atlético Acassuso ‏.

## وصلات خارجية
- غونزالو غونزاليس (لاعب كرة قدم) على موقع قاعدة بيانات كرة القدم.إي يو (الإنجليزية)
- غونزالو غونزاليس (لاعب كرة قدم) على موقع Soccerway.com (الإنجليزية)